# Esplanade (Riga)
L'Esplanade (en letton : Esplanāde) est un parc public de Riga en Lettonie.

## Situation
Le parc s'étend au centre de la ville sur une superficie de 8,7 hectares.
L'esplanade est délimitée par les rues Krišjāņa Valdemāra iela, Elizabetes iela et Brīvības bulvāris et Kalpaka bulvāris.
Dans l'Esplanade s'élèvent le Musée national des arts au nord, l'Académie des beaux-arts à l'ouest et la cathédrale de la Nativité au sud.

## Histoire
À l'origine espace recouvert de dunes, l'endroit, du temps où Riga était capitale du gouvernement de Livonie de l'Empire russe en 1812, servait de place d'armes et de parades militaires. 
L'administration de la ville décide d'aménager un parc pour le sept centième anniversaire de la fondation de la ville. 
Il prend le nom de « champ de Mars » en 1843 et de « place de Parade » en 1858. 
Les expositions agricoles de la Baltique y ont lieu en 1865, 1871 et 1899. Les faubourgs s’agrandissent et les abords se construisent jusqu'au début de la guerre de 1914-1918. 
Une commission spéciale est formée en 1900  pour réaménager l'Esplanade reliée par le boulevard de l'anneau des jardins avec ses villas bourgeoises. 
En août 1901, quarante pavillons sont construits en style Art nouveau par Max Cheminsky pour l'exposition industrielle de la Baltique inaugurée par le ministre russe du commerce. 
En janvier 1902, il est décidé d'y aménager un espace vert, dont le projet est confié à Georg Kuphaldt (1853-1938) qui y installe deux fontaines et fait planter des arbres. Une statue de Barclay de Tolly est inaugurée en 1912 pour le centenaire de la victoire contre les armées napoléoniennes, mais elle est évacuée en 1915 à cause de l'avancée des troupes austro-allemandes et a disparu depuis lors. 
La place est le lieu de grandes manifestations après la constitution de la république soviétique socialiste de Lettonie le 14 janvier 1919 et vingt-sept insurgés y sont enterrés. Sur décision de Pēteris Stučka, le lieu est appelé alors le « parc des Communards ». 
Le 4 novembre 1920, lorsque la nouvelle république de Lettonie est proclamée, le parc reprend le nom d'Esplanade et les corps des insurgés sont exhumés de nuit et ré-inhumés au cimetière des Frères.
Dans les années 1920 et 1930, des spectacles folkloriques s'y déroulent régulièrement et l'hiver un marché de Noël s'y tient et une grande patinoire est aménagée. En 1931 et 1933, d'après le projet d'architecte Aleksandrs Birzenieks, on y construit une grande scène à ciel ouvert pour les célébrations du VIIe et VIIIe festival national letton des chants et de danses. 
Les parades militaires reprennent à partir de 1934 sous le régime de Karlis Ulmanis et le parc prend le nom de « place de l'Unité ». 
En 1936, près du Musée national des arts, on place le monument du peintre Janis Rozentāls sculpté par Burkards Dzenis. 
Sous la période de la république socialiste soviétique de Lettonie, il reprend son nom de « parc des Communards ». Les architectes paysagistes estoniens Alfred Kapaklis et Karlis Pluskne le réaménagent à la manière soviétique avec aires de jeux, terrains de loisir, allées bétonnées et lampadaires. Le 11 septembre 1965, on inaugure la statue à l'effigie de Rainis dont l'auteur est Kārlis Zemdega. On y installe les bustes des communards dans les années 1960, qui sont ôtés en 2002. 
On installe la copie de la statue de Barclay de Tolly en 2006, ainsi qu'une statue du commandant Oskar Kalpaks (1892-1919).

## Flore
Le parc est planté d'espèces variées : Ginkgo biloba, charme commun (Carpinus betulus), le hêtre commun (Fagus sylvatica), le hêtre rouge (Fagus sylvatica purpurea latifolia), le bouleau jaune (Betula alleghaniensis), catalpa ovoïde (Catalpa ovata ), Noyer de Mandchourie (Juglas mandshurica), arbre au liège de l'Amour (Phellodendron de amurensis), érable champêtre  (Acer campestre), sycomore (Acer pseudoplatanus), Bouleau flexible  (Betula lenta) Sapin du Colorado (Abies concolor) et autres espèces d'arbres (10 locales et 82 espèces exotiques d'arbres et arbustes).

## Photographies de l'esplanade

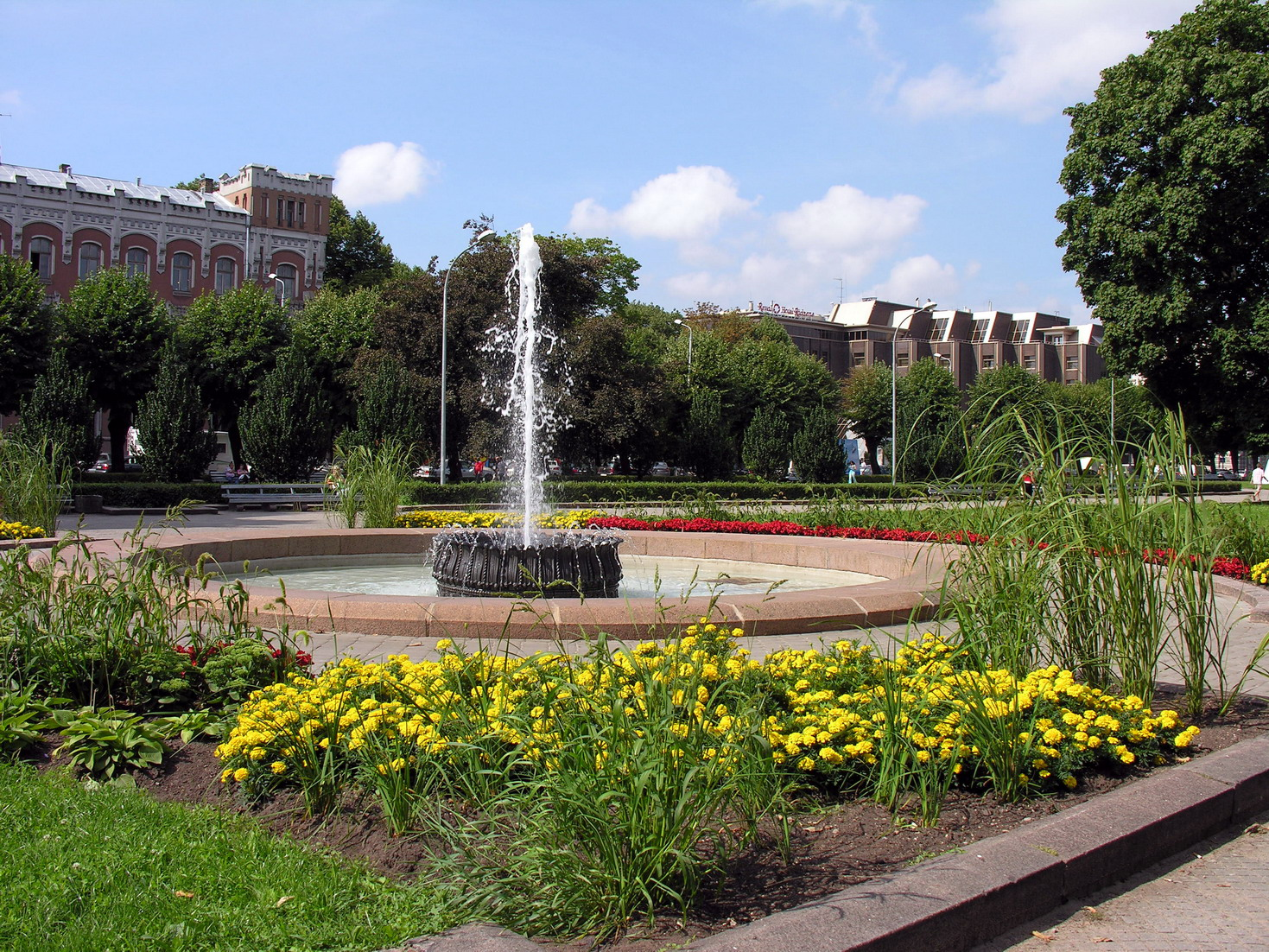
Une fontaine de l'esplanade.
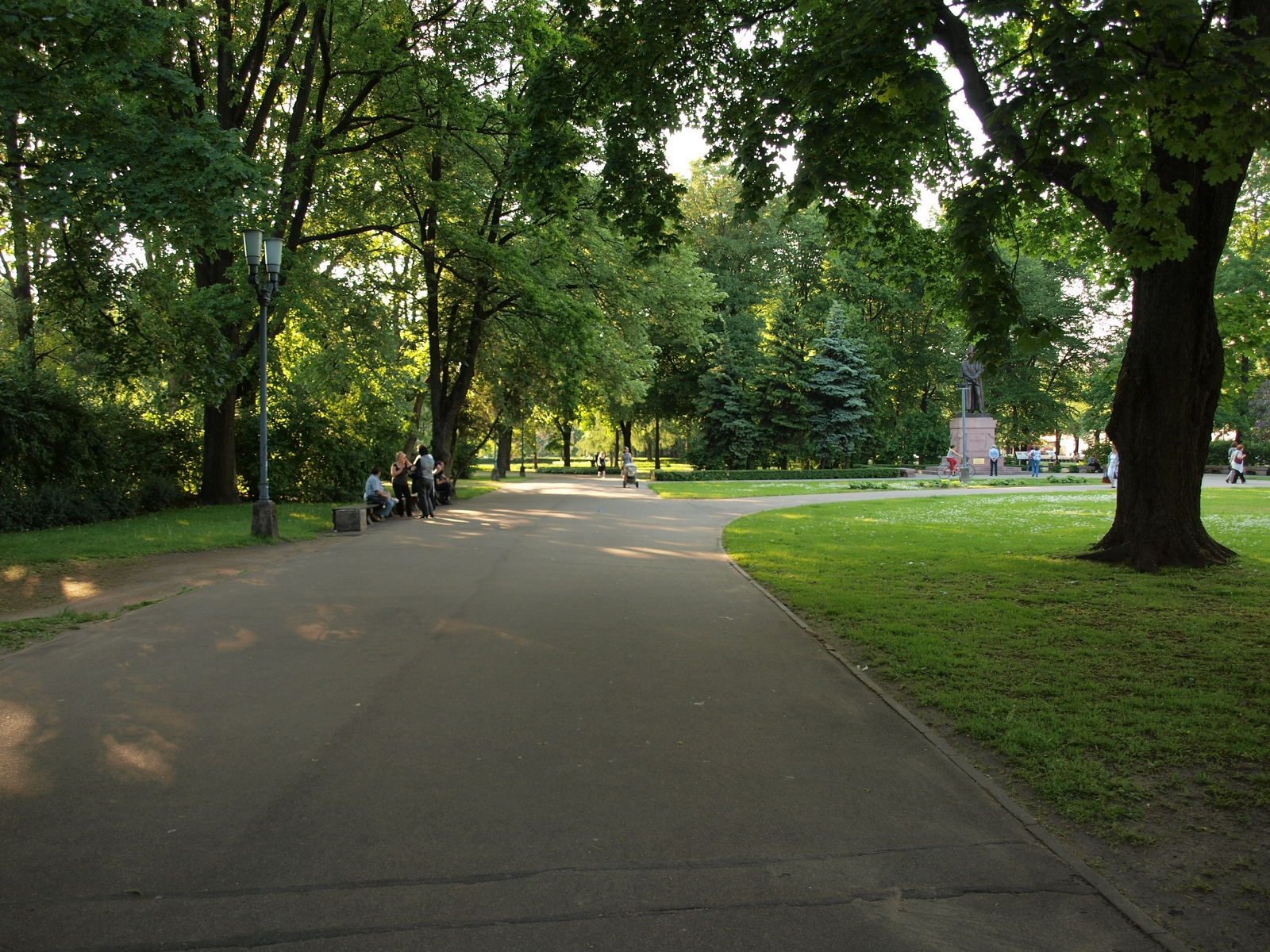
Allée du parc.
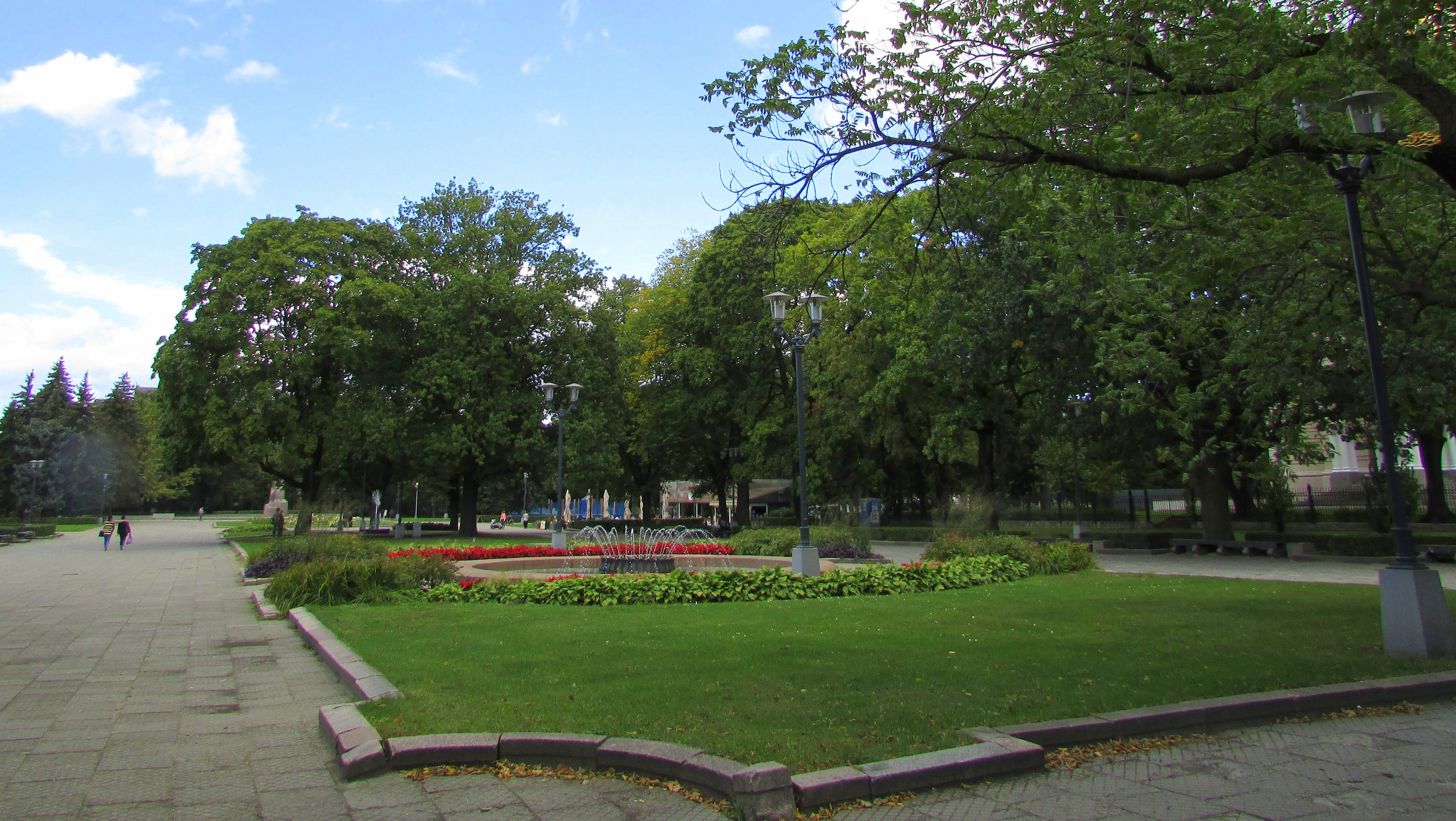
Vue du parc.

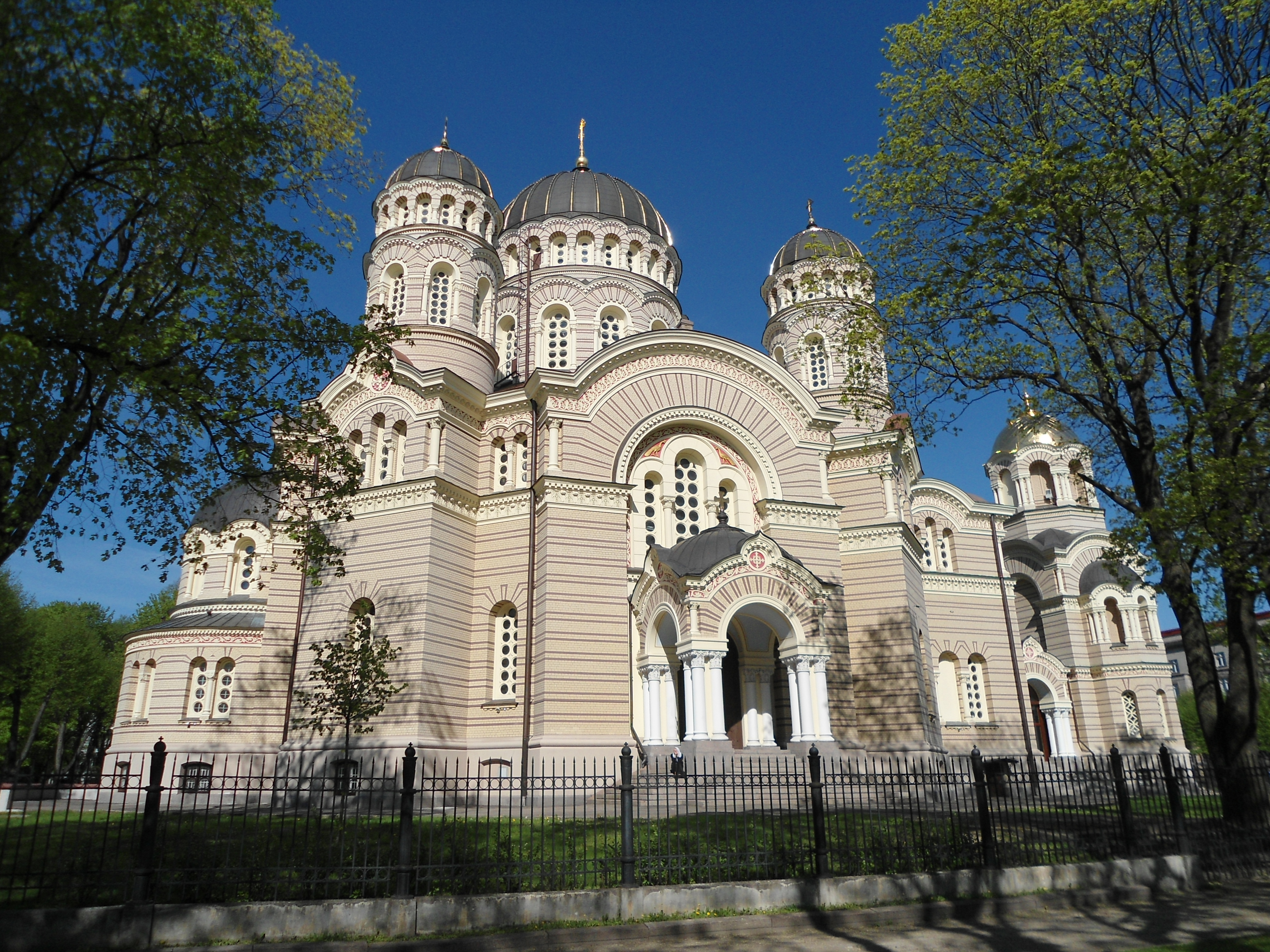
Cathédrale de la Nativité de Riga
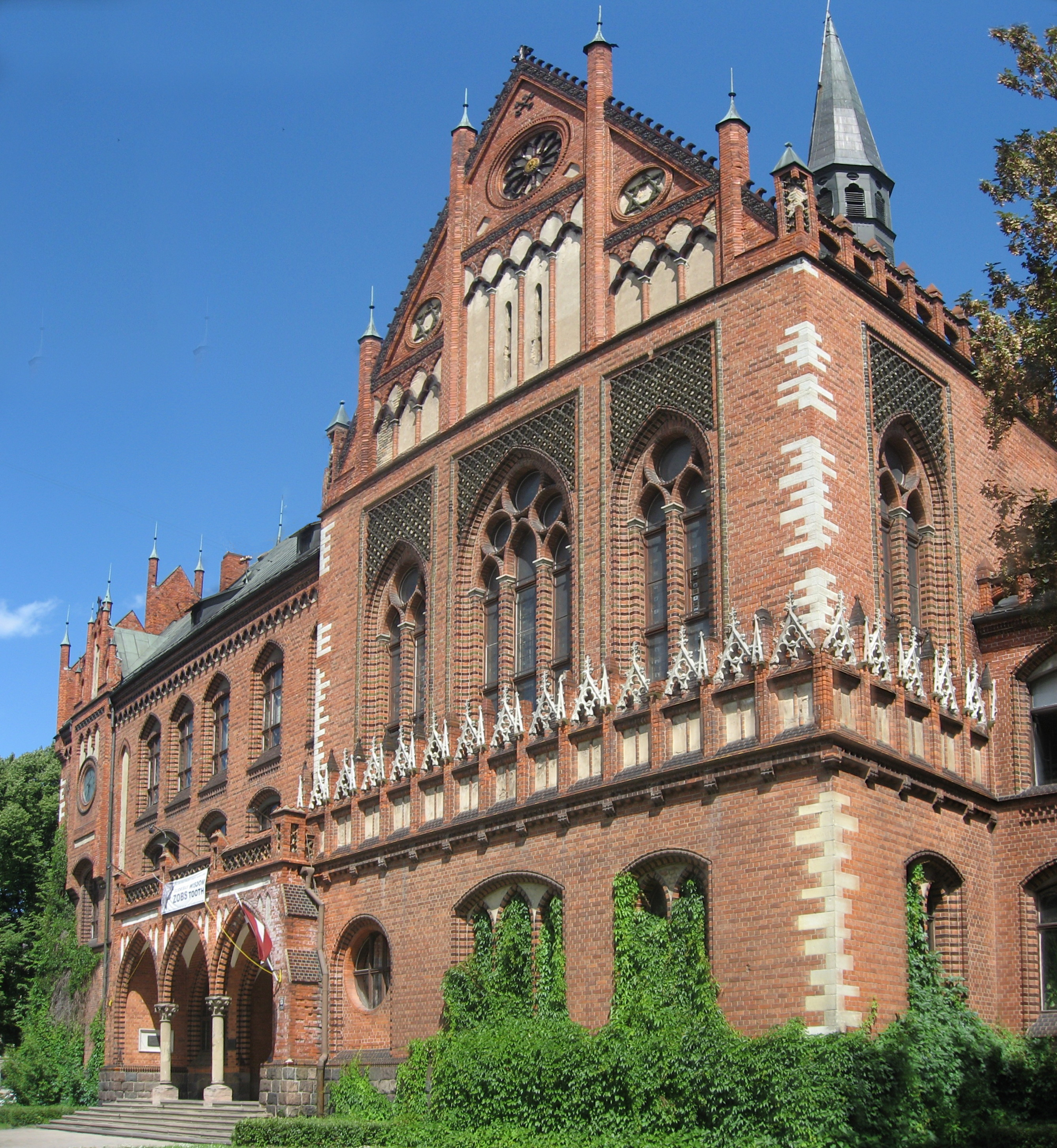
Académie des beaux-arts
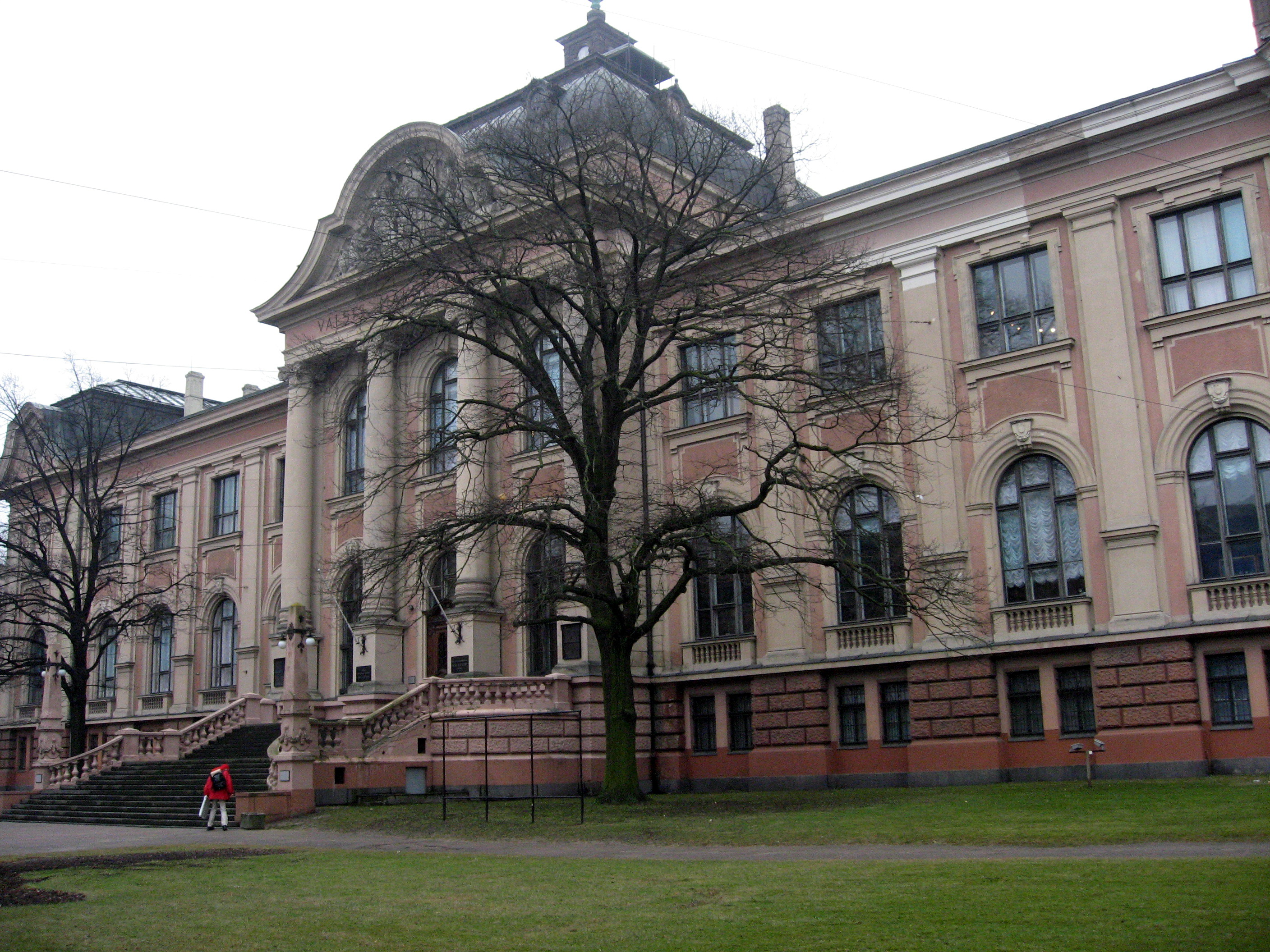
Musée national des arts

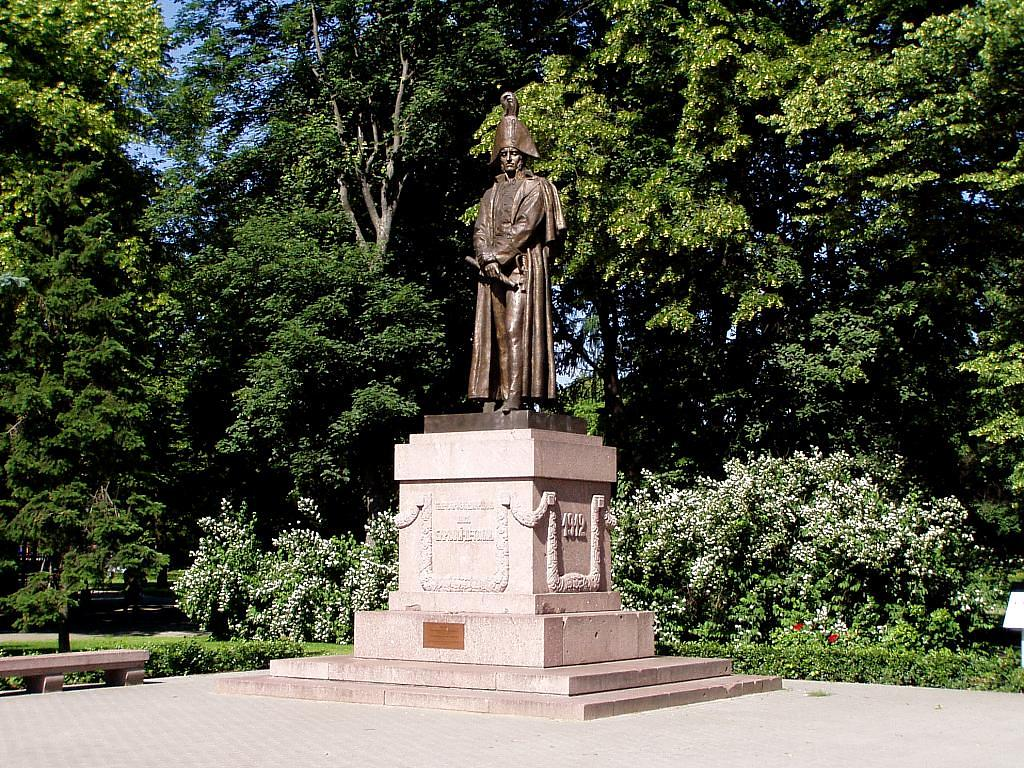
Statue de Michel Barclay de Tolly
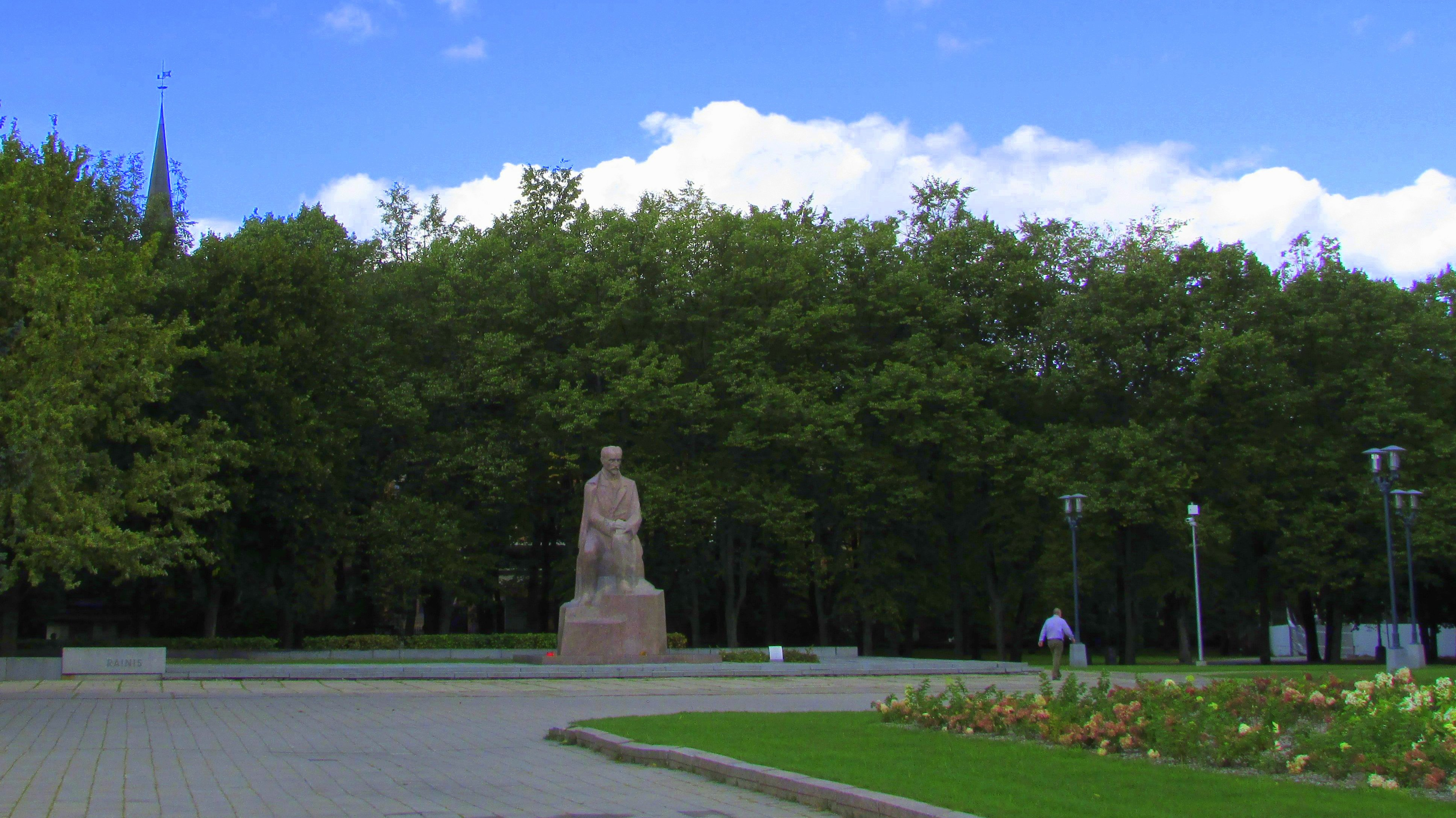
Statue de Rainis